# Scythris
Scythris  är ett släkte av fjärilar som beskrevs av Jacob Hübner 1825. Scythris ingår i familjen fältmalar, Scythrididae.

## Dottertaxa tillScythris, i alfabetisk ordning[2][1]
| Scythris abdominalis              |                     | (synonym till Scythris albidella) |
| Scythris accumulata               |                     |                                   |
| Scythris achyropa                 |                     |                                   |
| Scythris adelopa                  |                     |                                   |
| Scythris adustella                |                     |                                   |
| Scythris aerariella               |                     |                                   |
| Scythris aerata                   |                     |                                   |
| Scythris aereella                 |                     |                                   |
| Scythris albapenella              |                     |                                   |
| Scythris albiapex                 |                     |                                   |
| Scythris albidella                |                     |                                   |
| Scythris albiflua                 |                     |                                   |
| Scythris albilineata              |                     |                                   |
| Scythris albipuncta               |                     |                                   |
| Scythris alseriella               |                     |                                   |
| Scythris altisierrae              |                     |                                   |
| Scythris ammobia                  |                     |                                   |
| Scythris amphonycella             |                     |                                   |
| Scythris anchophylli              |                     |                                   |
| Scythris andersi                  |                     |                                   |
| Scythris anomaloptera             |                     |                                   |
| Scythris anthracina               |                     |                                   |
| Scythris anthracodelta            |                     |                                   |
| Scythris anthracodes              |                     |                                   |
| Scythris aphanatma                |                     |                                   |
| Scythris apicalis                 |                     |                                   |
| Scythris apicigutella             |                     |                                   |
| Scythris apicistrigella           |                     |                                   |
| Scythris aquaria                  |                     |                                   |
| Scythris arachnodes               |                     |                                   |
| Scythris aristidella              |                     |                                   |
| Scythris aritzoella               |                     |                                   |
| Scythris articulatella            |                     |                                   |
| Scythris asema                    |                     |                                   |
| Scythris asmodella                |                     |                                   |
| Scythris aspromontis              |                     |                                   |
| Scythris asthena                  |                     |                                   |
| Scythris astragali                |                     |                                   |
| Scythris aterrimella              |                     |                                   |
| Scythris autochlorella            |                     |                                   |
| Scythris axenopa                  |                     |                                   |
| Scythris bagdadiella              |                     |                                   |
| Scythris balanophora              |                     |                                   |
| Scythris balcanica                |                     |                                   |
| Scythris baldensis                |                     |                                   |
| Scythris barbatella               |                     |                                   |
| Scythris basilaris                |                     |                                   |
| Scythris basistrigella            |                     |                                   |
| Scythris bifissella               |                     |                                   |
| Scythris bifractella              |                     |                                   |
| Scythris binotiferella            |                     |                                   |
| Scythris bolognella               |                     |                                   |
| Scythris bornicensis              |                     |                                   |
| Scythris boseanella               |                     |                                   |
| Scythris brachyplecta             |                     |                                   |
| Scythris braschiella              |                     |                                   |
| Scythris bubaniae                 |                     |                                   |
| Scythris calciflua                |                     |                                   |
| Scythris camelella                |                     |                                   |
| Scythris canescens                |                     |                                   |
| Scythris canetella                |                     |                                   |
| Scythris canispersa               |                     |                                   |
| Scythris capitalis                |                     |                                   |
| Scythris caradjae                 |                     |                                   |
| Scythris caramani                 |                     |                                   |
| Scythris carboniella              |                     |                                   |
| Scythris carniolella              |                     |                                   |
| Scythris caroxylella              |                     |                                   |
| Scythris cassiterella             |                     |                                   |
| Scythris celidopa                 |                     |                                   |
| Scythris ceratocosma              |                     |                                   |
| Scythris charon                   |                     |                                   |
| Scythris chelota                  |                     |                                   |
| Scythris chloraema                |                     |                                   |
| Scythris chrysopygella            |                     |                                   |
| Scythris cicadella                | Knavelfältmal       |                                   |
| Scythris ciliatella               |                     |                                   |
| Scythris cirra                    |                     |                                   |
| Scythris cistorum                 |                     |                                   |
| Scythris clavella                 |                     |                                   |
| Scythris clemens                  |                     |                                   |
| Scythris cometa                   |                     |                                   |
| Scythris commota                  |                     |                                   |
| Scythris compsias                 |                     |                                   |
| Scythris concurrens               |                     |                                   |
| Scythris confinis                 |                     |                                   |
| Scythris constanti                |                     |                                   |
| Scythris cremorella               |                     |                                   |
| Scythris cretiflua                |                     |                                   |
| Scythris crypsigramma             |                     |                                   |
| Scythris crypta                   | Ginstfältmal        |                                   |
| Scythris cuencella                |                     |                                   |
| Scythris culmicola                |                     |                                   |
| Scythris cupreella                |                     |                                   |
| Scythris curtulella               |                     |                                   |
| Scythris cuspidella               |                     |                                   |
| Scythris cycladeae                |                     |                                   |
| Scythris delodelta                |                     |                                   |
| Scythris denigratella             |                     |                                   |
| Scythris denticolor               |                     |                                   |
| Scythris deplanata                |                     |                                   |
| Scythris depressa                 |                     |                                   |
| Scythris deresella                |                     |                                   |
| Scythris derrai                   |                     |                                   |
| Scythris detestata                |                     |                                   |
| Scythris dicroa                   |                     |                                   |
| Scythris dimensa                  |                     |                                   |
| Scythris dimota                   |                     |                                   |
| Scythris discimaculella           |                     |                                   |
| Scythris disparella               | Svart ängsfältmal   |                                   |
| Scythris disqueella               |                     |                                   |
| Scythris dissimililla             |                     |                                   |
| Scythris dissitella               |                     |                                   |
| Scythris distactica               |                     |                                   |
| Scythris divaricata               |                     |                                   |
| Scythris dividua                  |                     |                                   |
| Scythris dorycniella              |                     |                                   |
| Scythris durandella               |                     |                                   |
| Scythris eboracensis              |                     |                                   |
| Scythris eburnea                  |                     |                                   |
| Scythris ejiciens                 |                     |                                   |
| Scythris elegantella              |                     |                                   |
| Scythris elongatella              |                     |                                   |
| Scythris eloquens                 |                     |                                   |
| Scythris emichi                   |                     |                                   |
| Scythris empetrella               | Kråkrisfältmal      |                                   |
| Scythris epilobiella              |                     |                                   |
| Scythris epistrota                |                     |                                   |
| Scythris erebospila               |                     |                                   |
| Scythris eremella                 |                     |                                   |
| Scythris ericetella               |                     |                                   |
| Scythris ericivorella             | Klockljungsfältmal  |                                   |
| Scythris erminea                  |                     |                                   |
| Scythris erudita                  |                     |                                   |
| Scythris ethmiella                |                     |                                   |
| Scythris eucharis                 |                     |                                   |
| Scythris euthia                   |                     |                                   |
| Scythris expolita                 |                     |                                   |
| Scythris exsoluta                 |                     |                                   |
| Scythris faeculenta               |                     |                                   |
| Scythris fallacella               |                     |                                   |
| Scythris farrata                  |                     |                                   |
| Scythris fasciata                 |                     |                                   |
| Scythris fasciatella              |                     |                                   |
| Scythris fissirostris             |                     |                                   |
| Scythris flabella                 |                     |                                   |
| Scythris flavidella               |                     |                                   |
| Scythris flavilaterella           |                     |                                   |
| Scythris flaviventrella           |                     |                                   |
| Scythris fletcherella             |                     |                                   |
| Scythris fluctuosa                |                     |                                   |
| Scythris fluvialis                |                     |                                   |
| Scythris focella                  |                     |                                   |
| Scythris fonticola                |                     |                                   |
| Scythris formicella               |                     |                                   |
| Scythris fumida                   |                     |                                   |
| Scythris fuscicomella             |                     |                                   |
| Scythris fuscoaenea               | Solvändefältmal     |                                   |
| Scythris fuscopterella            | Nordlig fältmal     |                                   |
| Scythris gallicella               |                     |                                   |
| Scythris glacialis                |                     |                                   |
| XXScythris glacialis carnicheella |                     |                                   |
| Scythris glaphyropa               |                     |                                   |
| Scythris glyphidota               |                     |                                   |
| Scythris gracilella               |                     |                                   |
| Scythris graminivorella           |                     |                                   |
| Scythris grandipennis             |                     |                                   |
| Scythris gratifera                |                     |                                   |
| Scythris gratifica                |                     |                                   |
| Scythris gratiosella              |                     |                                   |
| Scythris gravatella               |                     |                                   |
| Scythris griseolineata            |                     |                                   |
| Scythris gurdella                 |                     |                                   |
| Scythris halmyrodes               |                     |                                   |
| Scythris halophilella             |                     |                                   |
| Scythris haloxylella              |                     |                                   |
| Scythris hemidictyas              |                     |                                   |
| Scythris heterodisca              |                     |                                   |
| Scythris hibernella               |                     |                                   |
| Scythris homoxantha               |                     |                                   |
| Scythris hornigii                 |                     |                                   |
| Scythris humillimella             |                     |                                   |
| Scythris hungaricella             |                     |                                   |
| Scythris hyalinella               |                     |                                   |
| Scythris hydronoma                |                     |                                   |
| Scythris hypolepta                |                     |                                   |
| Scythris iagella                  |                     |                                   |
| Scythris iberica                  |                     |                                   |
| Scythris iconiensis               |                     |                                   |
| Scythris ilyopa                   |                     |                                   |
| Scythris immunis                  |                     |                                   |
| Scythris imperiella               |                     |                                   |
| Scythris impositella              |                     |                                   |
| Scythris inanima                  |                     |                                   |
| Scythris inclusella               |                     |                                   |
| Scythris inertella                |                     |                                   |
| Scythris inota                    |                     |                                   |
| Scythris inquilinella             |                     |                                   |
| Scythris inspersella              | Svart mjölkefältmal |                                   |
| Scythris insulella                |                     |                                   |
| Scythris interrupta               |                     |                                   |
| Scythris invisa                   |                     |                                   |
| Scythris jaeckhi                  |                     |                                   |
| Scythris joannisella              |                     |                                   |
| Scythris justifica                |                     |                                   |
| Scythris karini                   |                     |                                   |
| Scythris kasyi                    |                     |                                   |
| Scythris kibarae                  |                     |                                   |
| Scythris knochella                | Arvfältmal          |                                   |
| Scythris lactanea                 |                     |                                   |
| Scythris lagunae                  |                     |                                   |
| Scythris laminella                | Gråfibblefältmal    |                                   |
| Scythris lamprochalca             |                     |                                   |
| Scythris lampyrella               |                     |                                   |
| Scythris langohri                 |                     |                                   |
| Scythris latebrosa                |                     |                                   |
| Scythris lativittis               |                     |                                   |
| Scythris lemarchandella           |                     | (synonym till Scythris albidella) |
| Scythris lempkei                  |                     |                                   |
| Scythris levantina                |                     |                                   |
| Scythris lhommei                  |                     |                                   |
| Scythris libanotica               |                     |                                   |
| Scythris limbella                 | Mållefältmal        |                                   |
| Scythris locustella               |                     |                                   |
| Scythris lycii                    |                     |                                   |
| Scythris magnatella               |                     |                                   |
| Scythris marianni                 |                     |                                   |
| Scythris marionella               |                     |                                   |
| Scythris marocanella              |                     |                                   |
| Scythris maroccensis              |                     |                                   |
| Scythris martini                  |                     |                                   |
| Scythris matronella               |                     |                                   |
| Scythris mediella                 |                     |                                   |
| Scythris medullata                |                     |                                   |
| Scythris melanodora               |                     |                                   |
| Scythris melanopleura             |                     |                                   |
| Scythris melanosticta             |                     |                                   |
| Scythris meligastra               |                     |                                   |
| Scythris meraula                  |                     |                                   |
| Scythris mesoplecta               |                     |                                   |
| Scythris mesopora                 |                     |                                   |
| Scythris mitakeana                |                     |                                   |
| Scythris mixaula                  |                     |                                   |
| Scythris moldavicella             |                     |                                   |
| Scythris monochreella             |                     |                                   |
| Scythris monotinctella            |                     |                                   |
| Scythris mus                      |                     |                                   |
| Scythris nanophyti                |                     |                                   |
| Scythris neurogramma              |                     |                                   |
| Scythris nieukerkeni              |                     |                                   |
| Scythris nigra                    |                     |                                   |
| Scythris nigrella                 |                     |                                   |
| Scythris nigrispersa              |                     |                                   |
| Scythris nipholecta               |                     |                                   |
| Scythris niphozela                |                     |                                   |
| Scythris nivicolor                |                     |                                   |
| Scythris nivisignata              |                     |                                   |
| Scythris noricella                | Grå mjölkefältmal   |                                   |
| Scythris notorrhoa                |                     |                                   |
| Scythris obliqua                  |                     |                                   |
| Scythris obscurella               | Större glansfältmal |                                   |
| Scythris ochistriata              |                     |                                   |
| Scythris ochrantha                |                     |                                   |
| Scythris ochrea                   |                     |                                   |
| Scythris ochrogramma              |                     |                                   |
| Scythris oelandicella             |                     |                                   |
| Scythris ossianella               |                     |                                   |
| Scythris ottomana                 |                     |                                   |
| Scythris oxyplecta                |                     |                                   |
| Scythris pacifica                 |                     |                                   |
| Scythris paelopyga                |                     |                                   |
| Scythris palustris                | Mossfältmal         |                                   |
| Scythris pangalactis              |                     |                                   |
| Scythris parachalca               |                     |                                   |
| Scythris parafuscoaenea           |                     |                                   |
| Scythris paredra                  |                     |                                   |
| Scythris parvella                 |                     |                                   |
| Scythris pascuella                |                     |                                   |
| Scythris patiens                  |                     |                                   |
| Scythris paulella                 |                     |                                   |
| Scythris pectinicornis            |                     |                                   |
| Scythris pelinaula                |                     |                                   |
| Scythris pelochyta                |                     |                                   |
| Scythris penicillata              |                     |                                   |
| Scythris persephone               |                     |                                   |
| Scythris perspicillella           |                     |                                   |
| Scythris petrella                 |                     |                                   |
| Scythris pfeifferella             |                     |                                   |
| Scythris philorites               |                     |                                   |
| Scythris physalis                 |                     |                                   |
| Scythris picaepennis              | Ögonbrynsfältmal    |                                   |
| Scythris pilella                  |                     |                                   |
| Scythris pilosella                |                     |                                   |
| Scythris pinkeri                  |                     |                                   |
| Scythris piratica                 |                     |                                   |
| Scythris planipennella            |                     |                                   |
| Scythris platypyga                |                     |                                   |
| Scythris plausipennella           |                     |                                   |
| Scythris pleonectis               |                     |                                   |
| Scythris plocanota                |                     |                                   |
| Scythris plocogastra              |                     |                                   |
| Scythris plumbeogrisea            |                     |                                   |
| Scythris plutelloidella           |                     |                                   |
| Scythris podoliensis              |                     |                                   |
| Scythris poliantha                |                     |                                   |
| Scythris polycarpaeae             |                     |                                   |
| Scythris potentillae              |                     |                                   |
| Scythris potentillella            | Syrafältmal         |                                   |
| Scythris praeflava                |                     |                                   |
| Scythris praematura               |                     |                                   |
| Scythris praestructa              |                     |                                   |
| Scythris productella              | Havstrandsfältmal   |                                   |
| Scythris pruinata                 |                     |                                   |
| Scythris psamathota               |                     |                                   |
| Scythris pseudolocustella         |                     |                                   |
| Scythris pudorinella              |                     |                                   |
| Scythris pulicella                |                     |                                   |
| Scythris punctivittella           |                     |                                   |
| Scythris pura                     |                     |                                   |
| Scythris pyrrhopyga               |                     |                                   |
| Scythris quadrigutella            |                     |                                   |
| Scythris recreata                 |                     | (synonym till Scythris albidella) |
| Scythris rectella                 |                     |                                   |
| Scythris rediculella              |                     |                                   |
| Scythris reducta                  |                     |                                   |
| Scythris rhabducha                |                     |                                   |
| Scythris ridiculella              |                     |                                   |
| Scythris rivigera                 |                     |                                   |
| Scythris roseola                  |                     |                                   |
| Scythris rouxella                 |                     |                                   |
| Scythris sacharissa               |                     |                                   |
| Scythris sagitatella              |                     |                                   |
| Scythris salviella                |                     |                                   |
| Scythris sappadensis              |                     |                                   |
| Scythris satyrella                |                     |                                   |
| Scythris saxella                  |                     |                                   |
| Scythris schawerdae               |                     |                                   |
| Scythris schleichiella            |                     |                                   |
| Scythris schneideri               |                     |                                   |
| Scythris scintillifera            |                     |                                   |
| Scythris sciochalca               |                     |                                   |
| Scythris scipionella              |                     |                                   |
| Scythris scopolella               |                     |                                   |
| Scythris scorpionella             |                     |                                   |
| Scythris scotinopa                |                     |                                   |
| Scythris seliniella               |                     |                                   |
| Scythris semialbicostella         |                     |                                   |
| Scythris setiella                 |                     |                                   |
| Scythris siccella                 | Sandfältmal         |                                   |
| Scythris siculella                |                     |                                   |
| Scythris sinensis                 |                     |                                   |
| Scythris sitarcha                 |                     |                                   |
| Scythris solitaria                |                     |                                   |
| Scythris soluta                   |                     |                                   |
| Scythris sophronia                |                     |                                   |
| Scythris speyeri                  |                     |                                   |
| Scythris spissata                 |                     |                                   |
| Scythris sponsella                |                     |                                   |
| Scythris sporadica                |                     |                                   |
| Scythris spumifera                |                     |                                   |
| Scythris stagnosa                 |                     |                                   |
| Scythris staudingeri              |                     |                                   |
| Scythris striella                 |                     |                                   |
| Scythris strobilacea              |                     |                                   |
| Scythris subaerariella            |                     |                                   |
| Scythris subcinctella             |                     |                                   |
| Scythris subclavella              |                     |                                   |
| Scythris subeburnea               |                     |                                   |
| Scythris subfasciata              |                     |                                   |
| Scythris subflabella              |                     |                                   |
| Scythris subseliniella            |                     |                                   |
| Scythris subsignata               |                     |                                   |
| Scythris suffusa                  |                     |                                   |
| Scythris syrmatica                |                     |                                   |
| Scythris tabescentella            |                     |                                   |
| Scythris tabidella                |                     |                                   |
| Scythris tangerensis              |                     |                                   |
| Scythris taurella                 |                     |                                   |
| Scythris temperatella             |                     |                                   |
| Scythris tenietella               |                     |                                   |
| Scythris tenuisquamata            |                     |                                   |
| Scythris tenuivittella            |                     |                                   |
| Scythris tergestinella            |                     |                                   |
| Scythris tessulatella             |                     |                                   |
| Scythris thomanni                 |                     |                                   |
| Scythris tibicina                 |                     |                                   |
| Scythris tolli                    |                     |                                   |
| Scythris traugotti                |                     |                                   |
| Scythris tremalzoi                |                     |                                   |
| Scythris triatma                  |                     |                                   |
| Scythris tributella               |                     |                                   |
| Scythris trinummulata             |                     |                                   |
| Scythris triochrias               |                     |                                   |
| Scythris trivinctella             |                     |                                   |
| Scythris tsherkesella             |                     |                                   |
| Scythris tytrella                 |                     |                                   |
| Scythris ulloai                   |                     |                                   |
| Scythris unimaculella             |                     |                                   |
| Scythris vagabundella             |                     |                                   |
| Scythris variella                 |                     |                                   |
| Scythris vartianae                |                     |                                   |
| Scythris ventosella               |                     |                                   |
| Scythris vernusella               |                     |                                   |
| Scythris vitilella                |                     |                                   |
| Scythris vittella                 |                     |                                   |
| Scythris vulgata                  |                     |                                   |
| Scythris xanthopygella            |                     |                                   |
| Scythris xylinochra               |                     |                                   |
| Scythris ypsilon                  |                     |                                   |
| Scythris zelleri                  |                     |                                   |
| Scythris zeugmatica               |                     |                                   |
| Scythris zylinochra               |                     |                                   |

## Bildgalleri

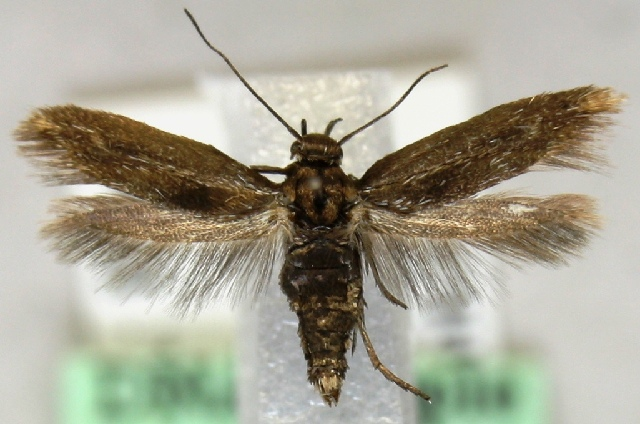
Knavelfältmal Scythris cicadella
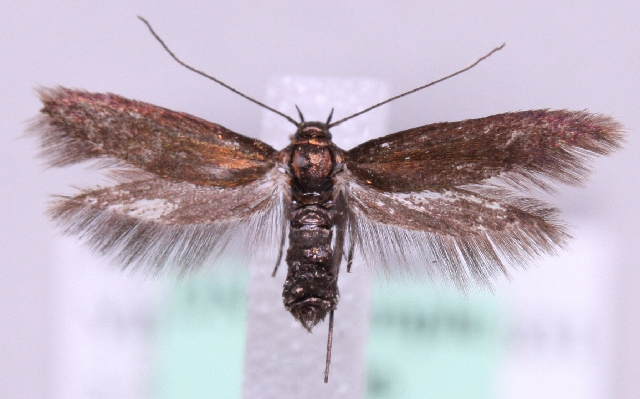
Svart ängsfältmal Scythris disparella
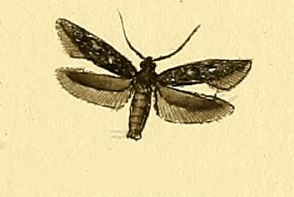
Svart mjölkefältmal Scythris inspersella
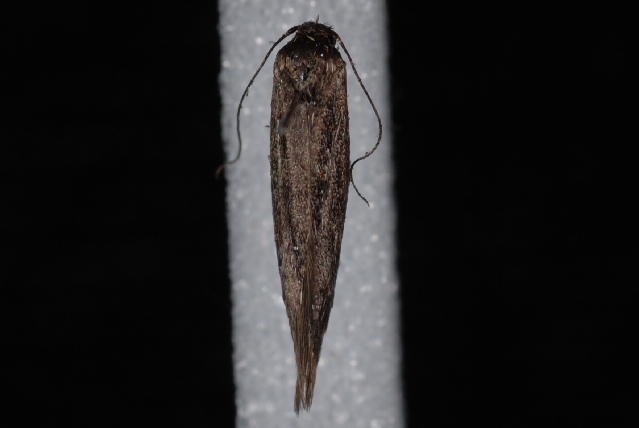
Grå mjölkefältmal Scythris noricella
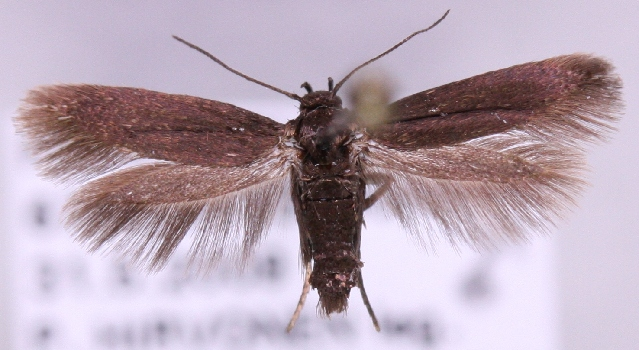
Syrafältmal Scythris potentillella
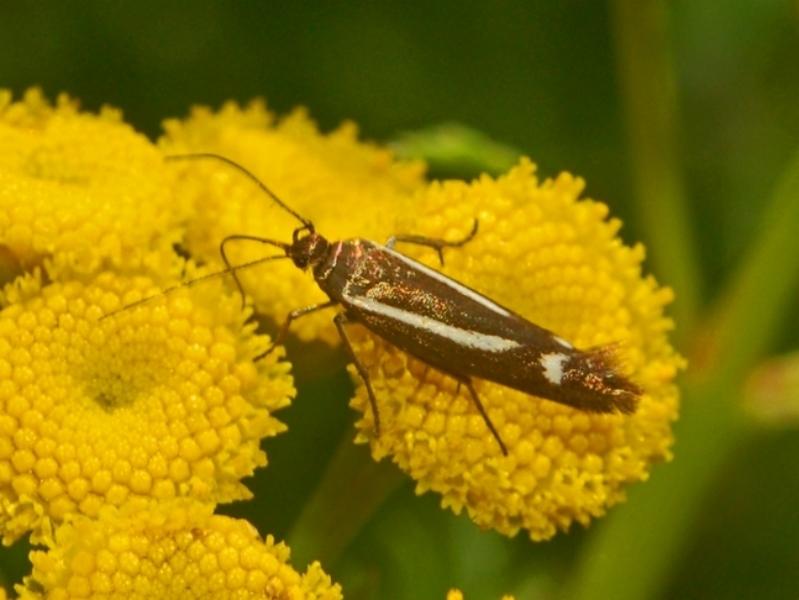
Scythris ossianella